# 布林克利維爾鎮區 (北卡羅萊納州哈利法克斯縣)
布林克利維爾鎮區（英語：Brinkleyville Township）是位於美國北卡羅萊納州哈利法克斯縣的一個鎮區。

## 地方資料
布林克利維爾鎮區的面積為293.70平方千米，皆為陸地。根據2020年美國人口普查的數據，當地共有人口4397人，而人口密度為每平方千米14.97人。